# Ko Panyi

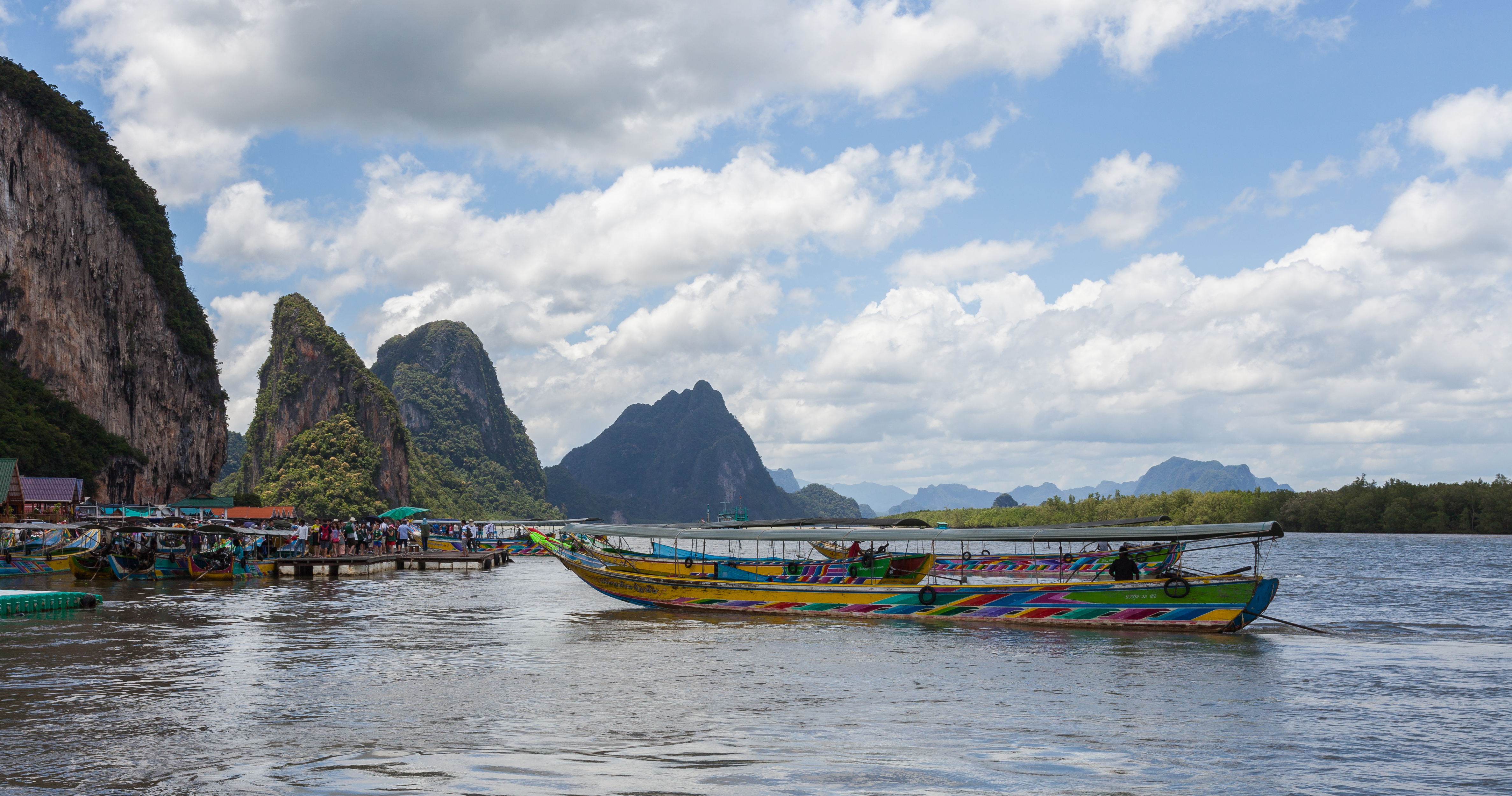
Vista da ilha

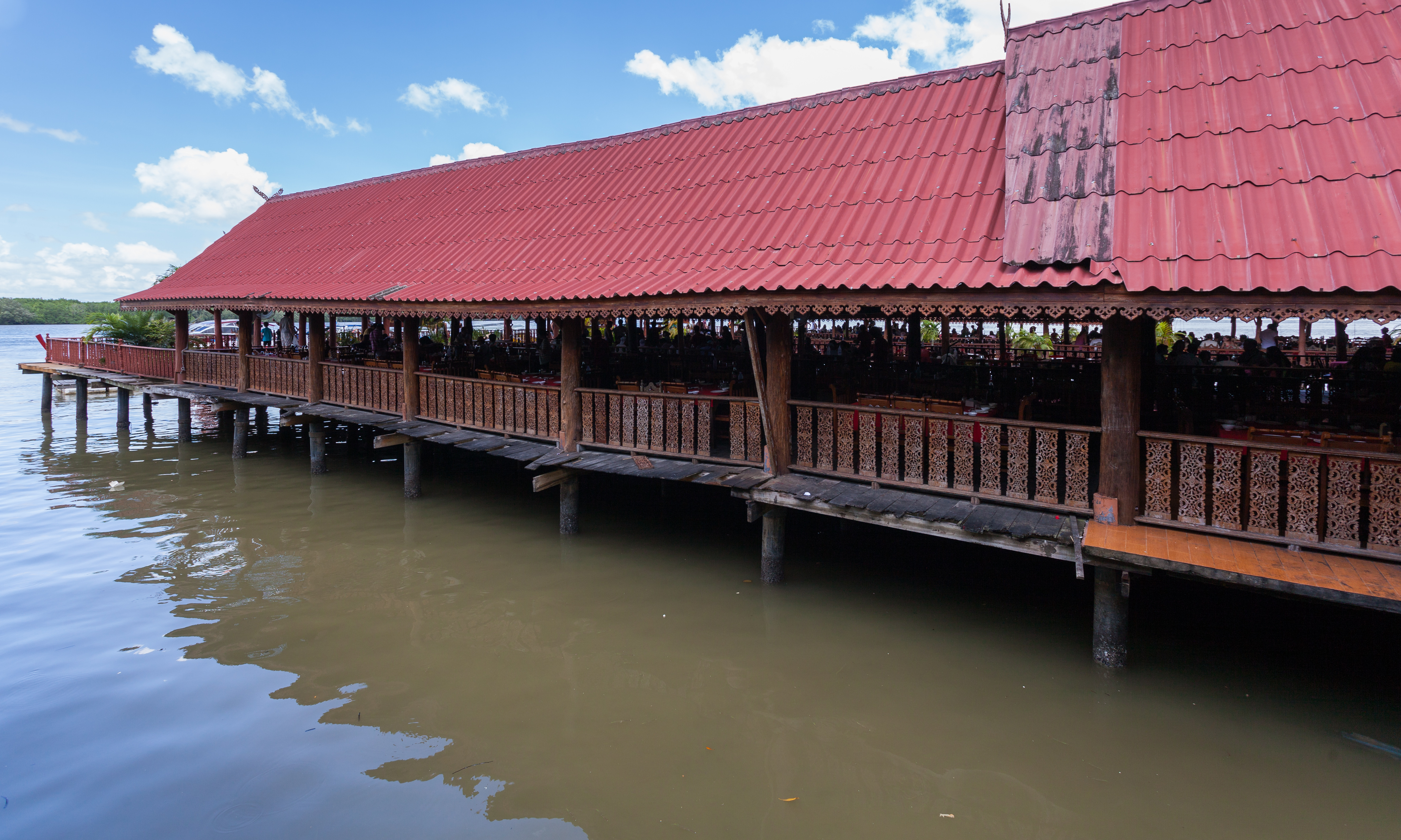
Restaurante sobre a água

Ko Panyi (também conhecida como Koh Panyee; em tailandês: เกาะปันหยี; em malaio: Pulau Panji) é uma vila de pescadores e principal povoação da ilha homônima, na província de Phang Nga, Tailândia. É notável por ter sido construída sobre palafitas por pescadores. A população consiste em 360 famílias e 1 685 pessoas descendentes de duas famílias de pescadores malaios.

## História
O assentamento na Ko Panyi foi estabelecido no final do século XVIII por pescadores malaios nômades. Foi durante esta época que a lei limitou a posse da terra unicamente às pessoas de origem tailandesa e, devido a este fato, a maior parte do povoado foi construído sobre palafita na baía da ilha, proporcionando fácil acesso para as atividades de pesca. Com o aumento da riqueza na comunidade, devido ao crescimento da indústria do turismo na Tailândia, tornou-se possível a compra de terras na ilha e foram construídas as primeiras estruturas de relevância: uma mesquita e um poço de água doce.

## Vida na aldeia
A aldeia tem uma escola muçulmana, a qual é frequentada por homens e mulheres nas manhãs. Devido ao caráter informal desta educação, muitas das crianças do sexo masculino frequentam escolas mais distantes em Phang Nga ou em Phuket. O aumento da emigração da aldeia é incentivada devido ao tamanho da aldeia estar limitado devido às condições perigosas do mar na estação chuvosa.
Uma mesquita sediada na ilha adjacente à aldeia atende a população predominantemente muçulmana e é o ponto de encontro para a comunidade. Um mercado abastecido com mercadorias do continente vende bens essenciais, como medicamentos, roupas e artigos de higiene pessoal.
Apesar do recente aumento do turismo, a vida em Ko Panyi é ainda principalmente baseada na indústria de pesca. Os turistas só visitam a ilha em números significativos durante a estação seca.
A aldeia inclui um campo de futebol flutuante. Inspiradas pela Copa do Mundo de 1986, as crianças construíram o campo com pedaços de madeira velha e de  jangadas de pesca. Após conseguirem apurar-se para a semifinal em um torneio da ilha, todos da aldeia foram inspirados a se dedicar ao esporte. Construíram um novo campo, embora o de madeira ainda exista e seja popular entre os turistas. Desde 2011 que o Panyee FC é um dos clubes mais bem sucedidos do futebol juvenil no sul da Tailândia e os rapazes que construíram o campo em 1986 agora são adultos. Uma campanha publicitária da TMB Bank de 2011 incluiu um curta-metragem que conta a história da equipe. O filme é baseado em entrevistas com a equipe original e é estrelado por crianças da comunidade, reconstruindo o campo no local.

## Turismo
No final do século XX, a comunidade encontrou dificuldades para continuar vivendo apenas da pesca e o carteiro propôs convidar os turistas à aldeia para beneficiarem os moradores. Atualmente, esta é uma das principais atrações em excursões da baía de Phang Nga a partir de Phuket, sendo uma paragem frequente para almoço. Devido ao aumento da quantidade de turistas, existem vários restaurantes de marisco na ilha, bem como várias barracas vendendo lembrancinhas. Além disso, o lendário antigo campo da equipe de futebol é uma uma grande atração. A aldeia foi um pit stop de uma das etapas da décima nona temporada do reality show de competição norte-americano, The Amazing Race.